# Sophie de Ronchi
Sophie de Ronchi (ur. 24 września 1985 w Marsylii) – francuska pływaczka, specjalizująca się głównie w stylu klasycznym i zmiennym.
4-krotna medalistka mistrzostw Europy na krótkim basenie: na 100 m stylem klasycznym oraz 100 i 200 m stylem zmiennym.
Uczestniczka igrzysk olimpijskich w Pekinie (29. miejsce na 100 m stylem klasycznym, 30. miejsce na 200 m stylem klasycznym i 11. miejsce w sztafecie 4 x 100 m stylem zmiennym).